# (74269) 1998 SQ109
(74269) 1998 SQ109 – planetoida z pasa głównego asteroid okrążająca Słońce w ciągu 4,03 lat w średniej odległości 2,53 j.a. Odkryta 26 września 1998 roku.